# Golgo松本
Golgo松本（本名：松本 政彦；まつもと まさひこ、1967年4月17日—）是日本的搞笑藝人。搞笑搭檔「TIM」的一員、主要擔任裝傻（ボケ）的角色。屬於渡邊製作事務所的一員。血型是A型、身高168公分。

## 演出作品

### 綜藝節目
Regular
- 天才兒童MAX（NHK教育電視台）2003年4月～
- TIM神様の宿題（中国放送・山口電視台）
- 内村プロデュース（朝日電視台系）
- ポケモン☆サンデー（東京電視台系）
- F2スマイル（富士電視台系）

單次演出
- ザ・メモリーハンター!（TBS）
- ウリナリ芸能人社交ダンス部スペシャル（日本電視台　ゴルゴのみ）

過去
- 力の限りゴーゴゴー!!（富士電視台系　1999年10月－2002年9月）
- あしたのG（富士電視台系）
- タモリのボキャブラ天国（富士電視台系）
- 東京Ｉ指令（朝日電視台系）

### 電影
- ピーナッツ